# Бодончар
Бодончар, Бодончар-Мунгхаг («Бодончар-простак») — в мифологии монгольских народов сын Алан-гоа, праматери монголов-нирун («собственно монголов»), легендарный основатель рода Борджигин, предок Чингисхана.

## Биография

### Происхождение
Согласно монгольскому историку Х. Пэрлээ, Бодончар родился в 970 году.  После смерти мужа, Добун-Мергана, Алан-гоа, будучи незамужней, родила трёх сыновей: Бугу-Хадаги, Бухату-Салчжи и Бодончара. Старшие братья (родившиеся от Добун-Мергана), Бельгунотай и Бугунотай, стали подозревать, что эти дети могли родиться от слуги в доме Алан-Гоа, выходца из рода Маалих-баяуд.  
Узнав об этом, Алан-Гоа собрала сыновей и раскрыла происхождение Бодончара и двух его братьев; согласно её рассказу, их отцом был некий излучающий свет жёлтый человек, «посланец неба», каждую ночь приходивший к Алан-гоа через дымник юрты; наутро же незнакомец уходил, «подобно жёлтому псу». Существует предположение, что под «жёлтым человеком» следует понимать Наран-тенгри — божество-создателя Солнце, особо почитавшееся в монгольской мифологии. Кроме того, с «жёлтым человеком» монголы часто сравнивают солнечные лучи. Упоминание о жёлтом псе, вероятно, свидетельствует об уважительном отношении Алан-гоа к легендарному прародителю монголов Бортэ-Чино; поскольку среди монгольских народов слово волк является табуированным, в отношении последнего используются такие эпитеты, как «хангайская», «степная» или «жёлтая собака».  Как отмечал Н.П. Егунов, в древности тотемом хори-бурятов была «жёлтая собака», что получило отражение в названиях рода шарайд и галзутского патронима нохой. Необходимо отметить, что эпитетами главного персонажа киргизского героического эпоса «Манас» являются «Сары Ногой Эр Манас» и «Кызыл тайлак Манас» (красная борзая). 
Несмотря на это, некоторые исследователи, такие как П. Рачневский, придерживаются версии происхождения Борджигинов от Маалих-баяудайского слуги; Е. И. Кычанов также считает эту версию допустимой. Е. И. Кычанов, в свою очередь, предположил, что отец Бугу-Хадаги, Бухату-Салчжи и Бодончара мог быть киргизского (кыргызского) происхождения. Согласно современным исследованиям генетиков, отмечается принадлежность предков борджигинов к гаплогруппе C2 «стар-кластеру». Данная гаплогруппа, согласно Ж. М. Сабитову, отражает генетический вклад нирун-монголов.

### Дальнейшая жизнь. Потомки
После смерти матери братья стали делить имущество, при этом ничего не оставив Бодончару. Откочевав от них, Бодончар поселился в урочище Балчжун-арал и стал заниматься соколиной охотой; временами, не имея пропитания, Бодончар был и вовсе вынужден стрелять загнанных волками зверей и питаться волчьими объедками. Когда по реке Тунгелик подкочевало племя, Бодончар стал ежедневно приходить в их стойбище. Позднее, будучи найденным братьями, Бодончар вместе с ними совершил набег на это племя, не имевшее государя, и покорил его, сделав его людей своими рабами. 
Сыновьями Бодончара были Хабичи-Багатур и Бааридай, давший начало роду Баарин. От Джадарая, приёмного сына Бодончара, произошёл род Джадаран; из этого рода происходил Джамуха — сначала побратим, а потом главный противник Чингисхана в объединении монгольских племён. От другого сына, Чжоуредая, пошёл род Чжоуред. Братья Бодончара, Бельгунотай, Бугунотай, Бугу-Хатаги и Бухуту-Салчжи основали роды Бельгунот, Бугунот, Хатагин и Салджиут соответственно; сам же Бодончар стал родоначальником Борджигинов.